# 縮小写像
縮小写像とは、距離空間 (M,d) における M からM への写像 f であり、ある定数 0 < k < 1 の実数が存在して
{\displaystyle d(f(x),f(y))\leq k\,d(x,y).}
という条件が全ての x, y ∈ M について成り立つ写像である。完備距離空間上の縮小写像は、ただ一つの不動点を持つ。この定理は縮小写像の原理などとして知られる。さらに、完備距離空間上の縮小写像 f の反復合成による点列  x, f (x), f (f (x)), f (f (f (x))), … はその不動点に収束する。縮小写像の原理は、常微分方程式の解の存在と一意性の証明にも使われる。
縮小写像の m 個の組 f1,  f2, …, fm が与えられたときに、ℝd 上の全てのコンパクト集合の族 C をハウスドルフ距離によって完備距離空間にすると、任意の X ⊂ C について
{\displaystyle F(X)=f_{1}(X)\cup f_{2}(X)\cup \cdots \cup f_{m}(X)}
で定義される写像 F: C → C も縮小写像となる。F の不動点は K = f1(K) ∪ f2(K) ∪ … ∪ fm(K) を満たすコンパクト集合として拡張され、自己相似集合と呼ばれる。したがって、どのコンパクト集合 X から出発しても、縮小写像の組 f1,  f2, …, fm はただ一つの自己相似集合を持ち、さらに F の反復合成による列  X, F (X), F (F (X)), F (F (F (X))), … はその自己相似集合に収束する。